# Да откриеш Троя
„Да откриеш Троя“ е български телевизионен игрален филм (социално-битова драма) от 1986 г. по сценарий и режисура на Мирослав Стоянов. Оператор е Христо Димитров. Музиката е на композитора Борис Карадимчев. Песента изпълняват Ваня Костова и Цветан Владовски. Художник Велен Деспотов. 

## Актьорски състав
| Роля                 | Изпълнител            |
| -------------------- | --------------------- |
| Евгени               | Валентин Ганев        |
| Чавдар– „Чаво“       | Любен Чаталов         |
| Емилия               | Радосвета Василева    |
| Марин                | н.а. Иван Янчев       |
| кметът Петър         | з.а. Никола Тодев     |
| Рада                 | з.а. Надя Тодорова    |
| даскала              | Иван Гайдарджиев      |
| шофьорът „Фитипалди“ | Димитър Милушев       |
|                      | з.а. Александър Симов |
|                      | Теофан Хранов         |
|                      | Нешо Караджийски      |
|                      | Станка Петрова        |
|                      | Любен Петров          |
|                      | Данаил Ангелов        |
|                      | Любомир Миладинов     |
|                      | Георги Русев          |